# Discothyrea humilis
Discothyrea humilis é uma espécie de formiga do gênero Discothyrea, pertencente à subfamília Proceratiinae.